# Hvězdná brána: Atlantida
Hvězdná brána: Atlantida (v anglickém originále Stargate Atlantis) je televizní spin-off sci-fi seriál navazující na 7. řadu Hvězdné brány.
V Antarktidě byla zjištěna adresa brány údajného ztraceného města Antiků. Ale aby se Hvězdná brána na Zemi mohla spojit s Hvězdnou bránou ve ztraceném městě, potřebuje hodně energie, protože ztracené město se nachází v jiné galaxii. Dr. Rodney McKay tedy přijde s návrhem, jak propojit ZPM s Hvězdnou bránou a navázat spojení. Jenže není jisté, že na druhé straně bude dost energie k návratu na Zemi. Tak se vydává expedice Atlantidu pod vedením Dr. Elizabeth Weirové do galaxie Pegasus s úmyslem pobývat ve ztraceném městě. Expedice ale narazí na nepřátelskou rasu Wraithů, se kterou bojovali Antikové před více než deseti tisíci lety. Antikové válku prohrávali, a proto ponořili své město na dno oceánu, aby jej zachovali pro svůj případný návrat. Nyní přicházejí lidé ze Země s nadějí, že zde najdou technologii pro obranu Země.
Seriál je momentálně vysílán v několika zemích světa. Na některých místech, jako je Evropa, Kanada, Japonsko a Austrálie, je seriál vysílán v HD. První série seriálu byla také vysílána v Anglii na Channelu 5 do té doby, než bylo rozhodnuto nepokračovat ve vysílání dalších sérií. Momentálně má seriál 5 sérií.
V České republice je seriál vysílán televizí AXN Sci-Fi pod názvem Hvězdná brána: Atlantida od 7. listopadu 2008 a na Nově od 7. září 2010.

## Zápletka
Pomocí hvězdné brány se podaří objevit ztracené město Atlantida v galaxii Pegasus. Toto město bylo kdysi domovem velice vyspělé rasy – Antiků, která byla první evolucí lidského druhu. Vyslaný tým v něm ale uvízne, protože nemají dostatek energie k cestě zpět na zem pomocí hvězdné brány.
Kolem celého města je oceán, pokrývající velkou část planety. Město má hvězdnou bránu ukrytou přímo v hlavní věži. Symboly na této bráně jsou osvětleny a má také štít podobný Iris, která se nachází na Zemi, není ovšem z titanu, ale je to energetické silové pole, které velice účinně chrání celé město před útokem z hvězdné brány.
Původní obyvatelé Atlantidy – Antikové – byli poraženi mocnou rasou Wraithů. Antikové byli technologicky vyspělejší než Wraithové, ale Antikové si myslili že jejich lodě jsou nezničitelné a proto je posílali hluboko do Wraithských území. Wraithové však tři tyto lodě obsadili a spolu s tím získali tři zdroje energie ZPM. Začali se rozmnožovat a poté i klonovat. Díky početní převaze Wraithové vyhráli válku a tak Antikové potopili Atlantidu a odešli zpět na Zemi. Wraithové žijí v mateřských úlech nebo křižnících. Jsou rozděleni do frakcí a každý úl má svou královnu. Jejich potravou je jiná, respektive lidská životní síla, kterou z nich vysávají pomocí přísavné ruky. Když Wraithové nemají zdroj jídla uchýlí se ke kanibalismu. Ve všech světech v galaxii probíhá pravidelná „sklizeň“, protože lidé v této galaxii jsou ještě na úrovni středověku. Během sklizně Wraithové sklidí většinu lidí na planetě a proto je po sklizni celá posádka v hibernaci aby se lidé mohli dostatečně rozmnožit a pro Wraithy bylo dost potravy. V hibernaci nejsou hlídači a pár strážců. Mají také velmi účinnou schopnost regenerace a to tak velkou, že jsou nesmrtelni. Dají se zabít pouze účinnou zbraní. Nejmenší loď Wraithů se nazývá „šipka“ (anglicky Dart), její protáhlá konstrukce je zakončena ostrou špicí a je schopna cestovat hvězdnou bránou a zvláštním teleportem sesbírat lidi při sklizni.

## Produkce

### Představa
Když si producenti seriálu Hvězdná brána, Brad Wright a Robert C. Cooper, mysleli, že seriál skončí po páté sezóně Showtime oznámil, že zruší seriál, tak přišli s nápadem na vytvoření nového filmu. Ale když byly ratingy Hvězdné brány na Sci-fi Channelu více než dobré, tak byl tento nápad postupně přesunut na šestou a pak na sedmou sérii. Ale poté se začalo mluvit o spin-off seriálu a producenti měli velké dilema, jelikož se plánovalo, že sedmá série Stargate SG-1 přinese velký objev ztraceného města Antiků, Atlantidy. Konec sedmé série (dvojepizoda Ztracené město) měl být mostem mezi Stargate SG-1 a novým spin-offem, buď seriálem nebo filmem. Wright a Cooper přepsali scénář a změnili příběh. Atlantida, původně nacházející se na Zemi pod antarktickou základnou, byla přestěhována do galaxie Pegasus. Tímto chtěli předejít otázkám fanoušků, proč expedici nepřijde na pomoc SGC, a také získat možnost začít vlastním způsobem a nebýt identickou kopií originálního seriálu.
Seriál obdržel zelenou 17. listopadu 2003 a začal se natáčet v únoru 2004. Premiéru měl 16. července téhož roku.

### Obsazení
Hlavní postavy 1. série: major John Sheppard, Dr. Elizabeth Weirová, Teyla Emmagan, poručík Aiden Ford, Dr. Rodney McKay a Dr. Carson Beckett.
Nejtěžší bylo v 1. sérii najít herce pro postavu tehdy nazývanou Dr. Ingram, nezáživného vědce-experta na bránu. Jak se první den natáčení stále přibližoval a tvůrci nebyli schopni najít toho správného herce, tak si uvědomili, že přivedli špatnou postavu. Dlouhodobý režisér Hvězdné brány Martin Wood a Brad Wright si mysleli, že by Dr. Ingram měl být nahrazen postavou Dr. Rodneyho McKaye, který se už objevil ve 3 epizodách původního seriálu Hvězdná brána. Herec David Hewlett byl tedy kontaktován a na plac přijel den poté, co natáčení začalo.
Hlavní postavy 2. série: major John Sheppard, Dr. Elizabeth Weirová, Teyla Emmagan, Dr. Carson Beckett, Ronon Dex a Dr. Rodney McKay.
2. série přinesla změny obsazení. Tvůrci i herec Rainbow Sun Francks nebyli spokojeni s vývinem postavy poručíka Aidena Forda, který nebyl takový, jak si ho představovali. Tvůrci však neměli to srdce ho „zabít“, a tak přišli s nápadem jak udělat postavu zajímavější. Díky tomu se ale poručík Ford zařadil mezi nepravidelné postavy. Aby ho nahradili, vytvořili tvůrci Ronona Dexe jako partnera pro podplukovníka Johna Shepparda. Najít herce s potřebným fyzickým vzhledem a schopnostmi však nebylo lehké, dokud nezahlédli nahrávku Jasona Momoy. Ten nabídku na roli v seriálu přijal.
Hlavní postavy 3. série: podplukovník John Sheppard, Dr. Elizabeth Weirová, Teyla Emmagan, Dr. Jennifer Kellerová, Ronon Dex a Dr. Rodney McKay.
3. série opět změnila obsazení. Dr. Carson Beckett byl zabit při výbuchu v sedmnácté epizodě „Sunday“ (Neděle). Místo něj nastoupí nová lékařka Dr. Jennifer Kellerová.
Hlavní postavy 4. série: podplukovník John Sheppard, plukovnice Samantha Carter, Teyla Emmagan, Dr. Jennifer Kellerová, Ronon Dex a Dr. Rodney McKay.
Ve 4. sérii zemře Dr. Elizabeth Weirová, která je nejprve vážně zraněna a následně jsou do ní implatováni naniti, aby ji zachránili. Nakonec však zemře, když se snaží zachránit svůj tým před replikátory. Vystřídá ji plukovník Samantha Carterová z původního seriálu Hvězdná brána.
Hlavní postavy 5. série: plukovník John Sheppard, Richard Woolsey,Teyla Emmagan, Dr. Jennifer Kellerová, Ronon Dex a Dr. Rodney McKay.
V 5. sérii je plukovník Samantha Carterová odvolána z funkce a na její místo nastoupí Richard Woolsey. Zajímavé je, že Dr. Carson Beckett se znovu objeví v seriálu, ale tentokrát jako klon, který pomáhá najít uvězněnou Teylu Emmagan.
Ve všech řadách také vystupuje český vědec Radek Zelenka, jehož přímým nadřízeným je Rodney McKay.

### Uspořádání
Seriál je rozdělen na 5 sérií a každá obsahuje 20 epizod, čili dohromady máme 100 dílů. Každá série také přináší dvojepizodu nebo i více pokračujících epizod za sebou. Přestože některé epizody technicky nejsou dvojepizodami, jde v nich o velice podobný nebo až navazující příběh (například: epizody 2. série „Instinkt“ a „Přeměna“ a epizody 3. série „Potomci“ a „Skutečný svět“).
V ději je obsažena především válka proti Wraithům. Je zde také popsáno, jak vyslaný tým zkoumá galaxii nebo objevuje nové technologie či civilizace. Týmy se také snaží odkrýt tajemství, jež za sebou nechali Antikové.
Hudbu pro znělku složil Joel Goldsmith. V 1. sérii je úvodní znělka odlišná, dokonce byla i jinak natočena než v ostatních sériích. I když je úvodní znělka pro zbylé série stejná, jsou v ní vždy změněny postavy podle děje.
Seriál se řadí od science fiction přes akční až po komedii.

### Místa natáčení
Seriál je natáčen v Bridge studios ve Vancouveru a několika místech v Britské Kolumbii. Pemberton Glacier zastupoval Antarktidu během začáteční letecké sekvence v pilotní epizodě „Rising“. Například epizoda „Instinct“ byla natáčena v Lynn Valley Canyonu.
Hvězdná brána: Atlantida zdědila kulisy Blade Trinity. Produkce Blade Trinity dala kulisy Atlantidě, aby mu ušetřila peníze na výstavbu konstrukcí. Kulisy se několikrát objevily. Například ochoz, kterým major Sheppard prochází v epizodě „The Storm“, je součástí kulis z nahrávání Blade Trinity.

### Hudba
K seriálu vyšla nahrávka symfonického orchestru složeného Joelem Goldsmitem. Goldsmithův první úkol pro seriál bylo složení titulní písně, která byla nominována na cenu Emmy v kategorii Outstanding Main Title Theme Music v roce 2005. Goldsmithova hudba pro čtrnáctou epizodu druhé série „Grace Under Pressure“ byla nominována na cenu Emmy v kategorii Outstanding Music Composition For A Series (Dramatic Underscore) v roce 2006.
22. listopadu 2005 Varèse Sarabande Records vydalo na CD Stargate Atlantis Original Television Soundtrack. Skládá se z 16 skladeb, všechny pocházejí z pilotní epizody „Rising“, s celkovým běžícím časem 42:18 minut.

## Přehled děje
Události seriálu navazují na dramatické finále sedmé série seriálu Hvězdná brána „Ztracené město“, kde SG-1 nalézá základnu vyrobenou rasou známou jako Antikové. Po událostech premiérového dílu osmé série seriálu Hvězdná brána „Časy se mění“, velitelství programu Hvězdné brány vysílá mezinárodní tým k vyšetřování základny. Po krátké době Dr. Daniel Jackson objevuje lokaci největšího města vytvořeného Antiky, Atlantidy.
Seriál přináší dobrodružství skupiny vědců a vojáků, kteří se vydali na tuto pravděpodobně jednosměrnou cestu do ztraceného města v galaxii Pegasus. Jako SG týmy ze seriálu Hvězdná brána, používání Hvězdné brány novými týmy přivedlo obyvatele do kontaktu s novými civilizacemi, s některými lidskými a jinými mimozemskými, některými přátelskými a jinými poměrně nepřátelskými, včetně jejich nového a nejmocnějšího nepřítele, Wraithy. Všechno, zatímco se snaží odkrýt tajemství, jež za sebou nechali Antikové.

### Série 1
První série se začala vysílat 16. července ve Spojených státech amerických. Atlantská expedice, vedená Dr. Weirovou, přijíždí do Ztraceného města Antiků a hned se nachází v zoufalé situaci, která je nutí urychleně najít nové spojence. Ty naleznou v Athosianech, ale zároveň si najdou mocné nepřátele – Wraithy. Odříznutí od Země musí členové expedice přežít v nové galaxii, zatímco odhalují tajemství antické technologie a hledají způsob, jak zničit Wraithy. Major John Sheppard sestaví tým, jehož dalšími členy jsou: Dr. Rodney McKay, poručík Aiden Ford a vůdkyně Athosianů Teyla Emmagan. Tento tým slouží jako vlajkový tým Atlantidy. Na jedné z prvních misí si vytvoří dalšího nepřítele v rase Geniů, lidské vojenské civilizaci s technologickou vyspělostí 50. let 20. století USA. Série končí dramatickým okamžikem, a to s Atlantidou pod útokem tří wraithských mateřských lodí.

### Série 2
Druhá série se začala vysílat 15. července ve Spojených státech amerických a začínala přesně tam, kde první série skončila. Atlanťané se úspěšně vyhýbají obsazení Wraithy tím, že je donutí věřit, že Atlantida byla zničena, a obnoví pravidelný kontakt se Zemí díky vesmírné lodi Daedalus a novému ZPM. Major Sheppard je povýšen na podplukovníka a bývalý Runner (Běžec) Ronon Dex nahrazuje poručíka Aidena Forda, který je nyní označen jako MIA (missing in action; voják, který se nevrátil z akce).
Celá druhá série je zaměřená na vývin retroviru Dr. Becketta, který má, teoreticky, změnit Wraitha v člověka. Poté, co nedokončená verze retroviru připraví o veškerou lidskost mladé převychované wraithské děvče a málem přemění plukovníka Shepparda v Eratuského brouka, je vyvinutější verze testována na žijícím Wraithovi, Michaelovi. Jak se později ukáže, tak výsledky tohoto pokusu jsou nestálé. Série opět končí dramatickým okamžikem, a to se dvěma wraithskými mateřskými loděmi na cestě k Zemi.

### Série 3
Třetí série se začala vysílat 14. července ve Spojených státech amerických a začínala přesně tam, kde druhá série skončila. S Wraithy zastavenými od napadení Země a Mléčné dráhy a dalším neúspěchem s wraithským retrovirem, začíná expedice svůj třetí rok v galaxii Pegasus, se vznášející se hrozbou Wraithů a nových mocných nepřátel, kteří touží po zničení expedice a Atlantidy, Asuranů (podobní Replikátorům z Mléčné dráhy) nad hlavou. Věci se komplikují poté, co pokažený experiment vysává energii jediného ZPM Atlantidy, a tím zanechává Atlanťany bez zdroje energie pro městské štíty. Krátce poté nalézá tým podplukovníka Shepparda na palubě Daedala, ztracenou antickou loď a následovně přichází o Atlantidu, když si ji posádka antické lodi vyžádá nazpět. SGC posílá generála O'Neilla a Richarda Woolseyho, aby vyjednávali mezi Zemí a Antiky o povolení expedice k návratu na Atlantidu. O'Neill a Woolsey vytáčejí Zemi a informují ji, že Asurané pomalu přebírají kontrolu nad městem. Asurané pozabíjejí všechny Antiky, kteří město po 10 000 letech převzali. Hlavní členové expedice Atlantida poruší přímé rozkazy a jdou zpět do města, zachrání Atlantidu, generála O'Neilla i Richarda Woolseyho a zničí veškeré Asurany (replikující se nanity), kteří kontrolovali město. Konec série začíná se Zemí, která vysílá vesmírnou loď Apollo, aby zničila asuranskou armádu vesmírných lodí, kterou si Asurané budují kvůli útoku na Zemi nebo Atlantidu. Asurané vrací úder, když vyšlou na Atlantidu satelit, který vysílá na město rudý paprsek, jenž do 24 hodin vysaje městský štít a zničí Atlantidu. Atlanťané se snaží zachránit pomocí potopení města, jako to udělali před 10 000 lety Antikové, a uspějí. Avšak zničující paprsek efektivně prochází oceánem a stále ohrožuje město. Jako poslední možnost k záchraně, Atlanťané rozežehnou hyperprostorový pohon a utíkají do vesmíru. Ale, když opouštějí planetu, tak se paprsku podaří zasáhnout město a vážně zraňuje Dr. Weirovou a ničí část prostoru brány. Série končí, když hyperprostorový motor vypoví službu, čímž nechává město v nezmapované části vesmíru s energií v ZPM na jeden den.

### Série 4
Premiéra čtvrté série proběhla v září 2007 ve Spojených státech amerických. Scenáristé prohlásili, čtvrtá série zavede seriál do úplně nové roviny. Vypadá to, že budoucnost bude prolnuta zbavením způsobilosti Weirové a četnými zraněními mezi staršími členy expedice. S poškozeným městem, kterému ubývá energie a které se vznáší v nezmapovaném a opuštěném vesmíru, se musí Atlanťané spolehnout pouze na vlastní vynalézavost k záchraně Atlantidy a odklonění vlastní smrti a zkázy. V této sérii bude také představena úplně nová mimozemská rasa. Plukovník Samantha Carterová se na čtrnáct dílů přidá jako pravidelná postava a bude působit na postu velitelky expedice, ale jak se dostane na Atlantidu, je stále neznámo. 10. dubna 2007 ohlásil GateWorld, že se Dr. Carson Beckett navrátí ze smrti pro přinejmenším 3 epizody čtvrté série. Od té doby se toto číslo zmenšilo na 2 epizody a třetí byla odsunuta do budoucnosti. Ve 4. sérii se měl objevit Acastus Kolya, ale podle producentů, „bohužel tato epizoda musela být odložena, možná na pátou sérii.“ Podle Josepha Mallozziho bude mít tato série několik „světlých“ chvil, ale celkově bude tato série mnohem temnější než předchozí tři.

### Série 5
Kanál SciFi odvysílal pátou sérii premiérově od července 2008 do ledna 2009. Ve finále se dozvídáme, že po zničení planety Asuranů se Wraithům podařilo ukořistit několik ZPM, které se jim podařilo zkombinovat s jejich technologií. Vznikla nezničitelná loď. Daedalus se ji pokusil neúspěšně zastavit a poté, co loď Wraithů dostala z alternativní reality souřadnice Země, vydala se k ní s motory napájenými ZPM. Od Todda se jim podaří získat 2 ZPM, která napojí do města a před tím, než se John Sheppard vydá branou na Zemi se rozhodnou s Atlantidou dohonit loď Wraithů a pokusit se ji zničit. Do křesla tedy usedá Carson Beckett a nasměruje město k Zemi. Poté, co Wraithové dorazí k zemi podaří se jim náletem zničit křeslo antické základny Antarktidy, které bylo kvůli zákazu o zbraních na Antarktidě přemístěno do oblasti 51. Když už není čím ovládat antarktické drony, John Sheppard se rozhodne vyletět v F-302 do hangáru wraithské lodě a odpálit tam atomovku. Mezitím se Atlantida nečekaně vynoří z hyperprostoru na vnějším okraji naší galaxie. Neví se jistě, proč se hypermotory vypnuly předčasně, ale neběžely na 100 % již dlouhou dobu. Při vytočení brány kvůli spojení s SGC se zjistí že v úlu wraithů je pegaská brána, tudíž je dominantní. Zbytek Sheppardova týmu se vydá sabotovat loď zevnitř, než dorazí Atlantida. Při střetu je Ronon Dex zabit a zbytek týmu se vydává naproti Sheppardovi, kterého přemluvili, aby atomovku deaktivoval. Sheppard nevěří, že je Ronon mrtvý a vydávají se k jeho tělu, kde je skupina Wraithů. Ti jej oživili, aby z něj dostali informace. Mezitím na Atlantidě zjišťují, že i kdyby znovu spustili hypermotory, přiletí k Zemi pozdě, Dr. Zelenka tedy seznamuje Woolseyho s prací, které se Dr. Rodney McKay věnoval již delší dobu, avšak kvůli vysoké energetické náročnosti a nebezpečnosti od ní upustil. Totiž o cestování červí dírou. Takovou jako je skrz hvězdnou bránu. Tak by byli u Země za několik sekund, ale pokud se to nepodaří, celé město se vypaří. Woolsey souhlasí a Atlantida se vynořuje chvíli před tím, než se Sheppard rozhodne spustit bombu. Rychle proto běží překalibrovat bránu aby utekli na stanoviště Alfa. Mezitím Dr. Carson Beckett vypouští drony a poskytuje jim krytí. Úl je svou palbou tlačí na nižší oběžnou dráhu, takže se Woolsey rozhodne dál střílet, i když to bude znamenat, že je to tlačí do zemské atmosféry. Na konci vidíme, jak Sheppard zapíná časovač bomby a procházejí na Alfu. Město mezitím letí atmosférou a bezpečně přistává na vodě. Samantha Carterová vydá příkaz kontaktovat prezidenta: Atlantida se vrátila domů. Těsně po přistání je aktivováno maskování města a celá oblast je prohlášena za karanténu. Následuje konečná scéna s krásným výhledem na Golden Gate Bridge.

## Obsazení
Hvězdná brána: Atlantida zaměstnává sbor herců k zobrazení členů mnohonárodní expedice Atlantida, jejich přátele a nepřátele. Hlavními účinkujícími jsou nejvýše postavené postavy: vojenský velitel podplukovník John Sheppard, velitelka expedice Dr. Elizabeth Weirová a hlava vědeckého oddělení Dr. Rodney McKay. Dalšími hlavními účinkujícími jsou místní obyvatelé galaxie Pegasus vůdkyně Athosianů Teyla Emmagan a specialista Ronon Dex, který po první sérii nahradil poručíka Aidena Forda.
Seriál také přináší mnoho nepravidelně se objevujících postav včetně Dr. Radka Zelenky, majora Lorna, plukovníka Stevena Caldewella a hlavy lékařského oddělení Dr. Kellerovou, která nahradila mrtvého Dr. Carsona Becketta. Od druhé série se v seriálu jako hosté objevují postavy ze sesterského seriálu Hvězdná brána.
Hlavní postavy
| Herec               | Postava                    | Dabing            | Původ         | Pozice                                                   | Výskyt                                                  |
| ------------------- | -------------------------- | ----------------- | ------------- | -------------------------------------------------------- | ------------------------------------------------------- |
| Joe Flanigan        | podplukovník John Sheppard | David Švehlík     | Země, USA     | Vojenský velitel Atlantidy, velitel SGA-1, USAF          | Série 1 – Série 5                                       |
| Torri Higginson     | Dr. Elizabeth Weir         | Dagmar Čárová     | Země, USA     | Velitelka Expedice Atlantida, OSN                        | Série 1 – Série 4, objeví se v 5.sérii v jiném obsazení |
| David Hewlett       | Dr. Rodney McKay           | Libor Hruška      | Země, Kanada  | Vedoucí vědeckého oddělení, člen SGA-1                   | Série 1 – Série 5                                       |
| Rachel Luttrell     | Teyla Emmagan              | Martina Randová   | Athos         | Vůdkyně Athosianů, členka SGA-1                          | Série 1 – Série 5                                       |
| Jason Momoa         | Ronon Dex                  | Martin Stránský   | Sateda        | Specialista (Satedská armáda), člen SGA-1                | Série 2 – Série 5                                       |
| Paul McGillion      | Dr. Carson Beckett         | Jiří Ployhar      | Země, Skotsko | Bývalý vedoucí lékařského oddělení                       | Série 1 – 3. série, objevuje se v 5. sérii              |
| Rainbow Sun Francks | poručík Aiden Ford         | Zdeněk Hruška     | Země, USA     | Zástupce vojenského velitele Atlantidy, člen SGA-1, USMC | Série 1, objevuje se ve 2. sérii                        |
| Amanda Tapping      | plukovník Samantha Carter  | Simona Postlerová | Země, USA     | Velitelka Expedice Atlantida, astrofyzička, USAF         | Série 4                                                 |
| Robert Picardo      | Richard Woolsey            | Zdeněk Maryška    | Země, USA     | Velitel Expedice Atlantida, IOA                          | Série 5                                                 |
| Jewel Staite        | Dr. Jennifer Keller        | Kateřina Velebová | Země, USA     | Vedoucí lékařského oddělení                              | Konec série 3 – Série 5                                 |

### Podplukovník John Sheppard
Podplukovníku Johnu Sheppardovi je 37 let, je vojenský pilot, pohledný a má cca IQ 130 a jeho oblíbený zpěvák je Johnny Cash. Má zvláštní smysl pro humor, ale je spolehlivým partnerem, plně oddaným svému týmu a expedici Atlantida. Také má antický gen, který mu umožňuje ovládat antickou technologii a tuto schopnost má nejlepší ze všech známých lidí s tímto genem.
Než se dostal do programu Hvězdné brány sloužil v Afghánistánu jako pilot vrtulníku, jednou aby zachránil tři vojáky neuposlechl rozkaz a málem skončil ve vězení. Na začátku expedice měl hodnost majora a po smrti plukovníka Sumnera se stal vojenským velitelem Atlantidy, když bylo později znovu navázáno spojení se Zemí se díky podpoře doktorky Weirové stal trvalým velitelem a tak byl povýšen na podplukovníka.

### Dr. Elizabeth Weirová
Doktorce Elizabeth Weirové je 35 let. Je krásná, atraktivní a ovládá pět světových jazyků. Měla tu možnost se stát vůdcem expedice Atlantida a toto břemeno nesla skvěle. Několikrát jí nadřízení ignorovali a vadilo jim že civilista a navíc žena velí expedici. Dr. Weirová chtěla nakonec ustoupit, ale když město napadli replikátoři se poranila a umírala, nikdo už ji nemohl pomoci a tak neměli jinou šanci než v ní probudit nanity a tím jí zachránit. Když ale město nemělo energii, aby mohli replikátorům uniknout, byli nuceni letět na replikátorskou planetu a ukradnout ZPM – zdroj energie. Dr. Weirovou replikátoři chytili a začlenili její nanity a tím i Elizabeth do svého společenství.

### Dr. Rodney McKay
Doktor Rodney McKay je astrofyzik, kterému je 36 let. S plukovníkem Carterovou je považován za jednu z největších osobností vědy a technologie. Tuto postavu známe již ze seriálu Hvězdná brána. Je klaustrofobik, hypoglykemik, arogantní, na lidi neustále hrubý a ovládaný svým egem. Bere spoustu léků, je velice citlivý vůči zdraví, není fyzicky zdatný a se ženami to vůbec neumí. Ale navzdory všem špatným vlastnostem je velice oblíbený a chytrý a proto nezbytný pro tým. Má sestru, která se v seriálu několikrát objevuje a je také velice chytrá.

### Teyla Emmagan
Teyla Emmagan je krásná, oduševnělá, humanoidní mimozemšťanka, které je 33 let. Díky Wraithům přišla o většinu své rodiny. Je vůdcem svých lidí. S podplukovníkem Sheppardem se stali velmi blízkými přáteli. Teyla je pro tým nenahraditelným zdrojem informací o lidech mnoha světů v galaxii Pegasus. Kromě svého umění vyjednávat občas přispěje svými schopnostmi bojovat. Teyla má také po svých předcích telepatické schopnosti, jenž jí umožňují vycítit přítomnost Wraithů a dokonce i s nimi telepaticky komunikovat. Této komunikace však nevyužívá, protože Wraithové jsou mnohem lepší telepaté, a tak ji mohou dokonce i ovládnout. V pátém roce expedice se jí narodí syn Toren.

### Poručík Aiden Ford
Poručík Aiden Ford má 25 let a je v týmu jako dobrovolník. Je krásný, mladý a má velký smysl pro humor. V případě nebezpečí si však dokáže udržet chladnou hlavu i prst na spoušti. V pozdějších dílech (2. série) se z něj ovšem stane nebezpečný narkoman, závislý na Wraithském enzymu, díky kterému je mnohem silnější. Stále ovšem nezapomíná na své přátele a snaží se jim dokázat, že je normální.
Vedlejší postavy
| Herec            | Postava                   | Dabing                                         | Původ                | Pozice                                       | Výskyt               |
| ---------------- | ------------------------- | ---------------------------------------------- | -------------------- | -------------------------------------------- | -------------------- |
| David Nykl       | Dr. Radek Zelenka         | Série 1–3 Tomáš Juřička, Série 4–5 Tomáš Racek | Země, Česko          | Vědec                                        | Série 1 – Série 5    |
| Kavan Smith      | Major Evan Lorne          | Martin Sobotka                                 | Země, USA            | Zástupce vojenského velitele Atlantidy, USAF | Série 2 – Série 5    |
| Mitch Pileggi    | plukovník Steven Caldwell | Otakar Brousek ml.                             | Země, USA            | Velitel Daedala, USAF                        | Série 2 – Série 5    |
| Robert Davi      | Velitel Acastus Kolya     | Jaromír Meduna                                 | Genii                | geniiský voják                               | Série 1 – Série 3    |
| Connor Trinneer  | Michael Kenmore           | Filip Jančík                                   | Wraith               | wraithský vědec                              | Série 2 – Série 5    |
| Claire Rankin    | Dr. Kate Heightmeyer      | René Slováčková                                | Země, USA            | Psycholog Expedice Atlantida                 | Série 1 – Série 4    |
| Dean Marshall    | Seržant Bates             | Lukáš Pečenka                                  | Země, USA            | Velitel bezpečnosti Atlantidy, USMC          | Série 1 – Série 4    |
| Craig Veroni     | Dr. Peter Grodin          | Václav Rašilov                                 | Země, Velká Británie | Technik Hvězdné Brány                        | Série 1              |
| Jaime Ray Newman | Poručík Laura Cadman      | Jana Páleníčková                               | Země, USA            | USMC                                         | Série 2              |
| Trevor Devall    | Hermiod                   | Václav Knop                                    | Asgard, Othala       | Inženýr                                      | Série 2 – Série 3    |
| Amanda Tapping   | plukovník Samantha Carter | Simona Postlerová                              | Země, USA            | astrofyzička, USAF                           | Série 1 – 3, Série 5 |
| Robert Picardo   | Richard Woolsey           | Zdeněk Maryška                                 | Země, USA            | Americký zástupce IOA                        | Série 3 – 4          |
| Jewel Staite     | Dr. Jennifer Keller       | Kateřina Velebová                              | Země, USA            | Vedoucí lékařského oddělení                  | Série 3 – 4          |

### Dr. Radek Zelenka
Z pohledu českých fanoušků je zajímavá zdaleka ne vedlejší postava českého (a dokonce i často česky hovořícího) vědce Dr. Radka Zelenky (David Nykl).

## Vysílání
| Řada | Díly | Premiéra v USA    | Premiéra v USA  | Premiéra v ČR     | Premiéra v ČR     |
| Řada | Díly | První díl         | Poslední díl    | První díl         | Poslední díl      |
| ---- | ---- | ----------------- | --------------- | ----------------- | ----------------- |
| 1    | 20   | 16. července 2004 | 31. května 2005 | 7. listopadu 2008 | 22. prosince 2008 |
| 2    | 20   | 15. července 2005 | 30. ledna 2006  | 2. března 2009    | 15. dubna 2009    |
| 3    | 20   | 14. července 2006 | 5. února 2007   | 20. dubna 2009    | 24. června 2009   |
| 4    | 20   | 28. září 2007     | 7. března 2008  | 29. června 2009   | 2. září 2009      |
| 5    | 20   | 11. července 2008 | 9. ledna 2009   | 6. října 2009     | 10. prosince 2009 |

## Prostředí
Seriál probíhá zejména ve městě Atlantidě, na planetě Lantea v galaxii Pegasus, které bylo postaveno před miliony lety jednou z nejvyspělejších ras série Stargate – Antiky (Alterány, Lantasiany). Před 5–10 miliony byli kvůli moru v Mléčné dráze donuceni odletět s městem na planetu v galaxii Pegasus a rozšířili život na stovkách planet, tak jako to udělali v Mléčné dráze. Poté, co potkali mocné nepřátele známé jako Wraithy a válčili s nimi po více než 100 let, Antikové kvůli početní převaze prohráli a byli nuceni potopit město na dno oceánu, aby ho uchránili a schovali před Wraithy. Ti, co přežili, odešli hvězdnou branou zpět na Zemi, což je podle Stargate zdrojem řeckého mýtu o Atlantidě.
V Atlantidě se odehrává hodně akcí a město je také zdrojem velké části technologie, kterou postavy používají. Zatímco odkrývají tajemství, která město skrývá před svými novými obyvateli, Atlanťané také používají hvězdnou bránu k prozkoumávání galaxie Pegasus, hledání zdrojů energie, spojence a další technologie, které zde Antikové mohli zanechat, a která by jim mohla pomoci porazit Wraithy. Prozatím prozkoumali pouze hrstku planet v galaxii Pegasus. Zatímco některé jsou přátelské, jiné se stali nepřáteli Atlantidy (Geniové) nebo byly zcela sklizeny Wraithy. Na některých planetách se dokonce vyskytly volby, se kterými Atlanťané nemohli z morálního hlediska souhlasit.
Expedice také používá lidské (tau´rijské) technologie, technologie odvozené od Goa'uldů, technologie darované Asgardy a nedávno získanou technologii Wraithů.

## Rasy
Mimo lidí ze Země, kteří přišli do galaxie Pegasus při hledání mytického města Atlantidy, kde nyní sídlí, je galaxie Pegasus obydlena množstvím lidských civilizací. Tyto civilizace jsou výsledkem rozšiřování života Antiky po jejich příjezdu do galaxie Pegasus. Většina těchto civilizací není průmyslově vyspělá, ale několik civilizací vyvinulo vyspělejší technologie.
Kdysi vyspělá, dnes neprůmyslová civilizace, Athosiané, byli první rasou, kterou Atlanťané potkali hned po svém příjezdu do galaxie Pegasus. Jejich domovská planeta, Athos, byla sklizena Wraithy krátce po příjezdu Atlanťanů a Athosiané se přestěhovali na Atlantskou pevninu. Jejich vůdkyně, Teyla Emmagan, zůstala na Atlantidě a stala se členkou týmu majora Johna Shepparda.
Na jedné z prvních misí potkal majorův tým Genie, vyspělou vojenskou kulturu s technologií na úrovni poloviny 20. století Země, kteří se schovávají pod maskou prostých farmářů. S Atlanťany byli v křížku až do 17. epizody 2. série „Převrat“, kdy dospěli ke křehkému spojenectví.
V seriálu je také mnoho dalších ras. Nejdůležitějšími jsou dva hlavní nepřátelé Antiků: Wraithové a Asurané. V seriálu se také objevují Asgardi a Goa'uldi.
I když už jsou Antikové (Alteráni) dlouho pryč z této úrovně bytí, je jejich vliv hluboce ovlivňován v celé galaxii. Technicky vysoce vyspělá rasa, která kdysi žila na Zemi a dalších planetách Mléčné dráhy, Antikové byli stavitele bran. Před mnoha miliony lety cestovali Antikové létajícím městem Atlantidou ze Země do galaxie Pegasus. Po dlouhodobé kolonizaci zde potkaly nepřátele, Wraithy, kteří se vyvinuli mutací Eratuských brouků a lidí, na kterých se živili. Wraithové přemohli Antiky počtem a po 100 letech boje zůstala svobodná pouze Lantea. Obležení v Atlantidě, potopili zbývající Antikové město, aby jeho technologie nepadla do rukou Wraithům, poté odešli hvězdnou bránou na Zemi, kde zanechali nejen legendu o ztraceném městě Atlantidě, ale také svůj gen, který je lidem ze Země znám jako ATA gen.

### Wraithové
Wraithové, nepřátelé Antiků, jsou největším ohrožením Atlanťanů. Vznikli omylem, když se iratuský brouk začal krmit lidmi a nějakým způsobem začal začleňovat lidskou DNA do své. Jejich fyziologie jim umožňuje žít tisíce let díky vysávání životní síly svých obětí. Jejich slabinou je však paradoxně jejich eratuská část a pak fakt že veškerá jejich technologie je pouze z organických materiálů. Když se o nich Antikové dověděli, začali s nimi válčit, ale i přes svou technologickou výhodu jich bylo proti Wraithům příliš málo. Expedice Atlantida přišla na způsob, jak oddělit části DNA brouka, aby zbyla jen lidská a tak by se jejich počet snížil. Wraithové to však odmítli, když získali souřadnice všech světů v galaxii Pegasus.

### Replikátoři – Asurané
Replikátoři se poprvé objevili v 5. epizodě 3. série „Potomci“ a jsou výtvorem Antiků. Jsou to umělé životní formy, které se vyvinuly z nanitů, které měli dosáhnout tak mocné a agresivní bytosti, které překonali a napadli Wraithy. Avšak mikroskopičtí nanité se spojovali k vytvoření větších a komplexnějších organismů, nakonec imitovali své stvořitele tím, že si vytvořili lidskou podobu. Když si Antikové uvědomili, že se jejich experiment vymkl z rukou, napadli tuto novou rasu vesmírnými loděmi a téměř ji vyhubili. Ale některé nanity přežily a začaly se replikovat. Atlanťané se stali jejich nepřáteli, když Asurané zjistili, že jsou lidé ze Země potomci Antiků, a že žijí na Atlantidě.

### Ostatní rasy
Mezi ostatní rasy SGA patří:
- Sateďané
- Olesiané
- Hoffané
- Cestovatelé (Hvězdná brána)
- Athosiané

## Vydávání DVD
| Název DVD                      | Epizod | Datum vydání (pro Region 2)                                                               |
| ------------------------------ | ------ | ----------------------------------------------------------------------------------------- |
| Season 1                       | 20     | 14. března – 11. července 2005 (5× DVD po 4 epizodách) 13. března 2006 (kompletní balení) |
| Season 2                       | 20     | 10. dubna – 31. července 2006 (5× DVD po 4 epizodách) 26. února 2007 (kompletní balení)   |
| Season 3                       | 20     | 14. ledna 2008                                                                            |
| Season 4                       | 20     | 4. července 2008                                                                          |
| Season 5                       | 20     | 10. srpna 2009                                                                            |
| The Complete Series Collection | 100    | 10. srpna 2009                                                                            |

## Související literatura

### Sci-fi knihy
Ke konci roku 2005, nakladatelství Fandemonium Press, které také publikovalo knihy na motivy Stargate SG-1, zveřejnilo novou sérii knih založených na seriálu. Tyto knihy jsou dostupné ve všech anglicky mluvících zemích a na online knihkupectvích.
Oficiální Stargate Magazíne, produkováno nakladatelstvím Titan Publishing, začalo publikovat krátké příběhy napsané autory Pandemonia ve svém osmém vydání. Příběhy se střídají mezi SG-1 a Atlantidou.

### Ne-Scifi knihy
- Stargate Atlantis: The Official Companion Season 1 (Oficiální průvodce 1. sérií) od Sharon Gosling. Publikováno nakladatelstvím Titan Books.
- Stargate Atlantis: The Official Companion Season 2 (Oficiální průvodce 2. sérií) od Sharon Gosling. Publikováno nakladatelstvím Titan Books.
- Stargate Atlantis: The Official Companion Season 3 (Oficiální průvodce 3. sérií) od Sharon Gosling a Darrena Sumnera. Publikováno nakladatelstvím Titan Books. Ještě nezveřejněno. Datum vydání: Září 2007.

### Komiksy
V roce 2006, Avatar Press zveřejnil sérii komiksů založených na seriálu. Umístěn v první sérii, komiks Wraithfall uvádí příběh Stewarta Moorea a kresby Mauricia Mela. V tomto příběhu potkává tým majora Shepparda Karrany, rasu, která uzavřela prapodivnou dohodu s Wraithy.